# Cat (Unix)

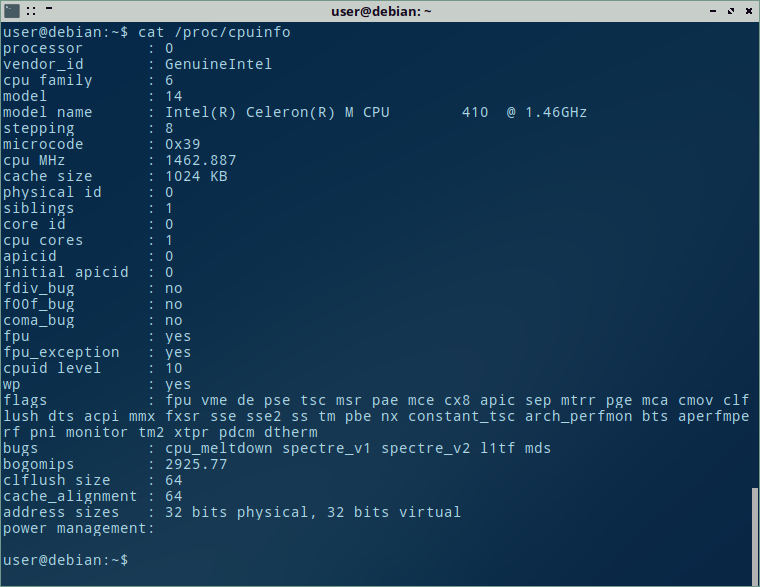
Uso del comando "cat" en este caso la información del sistema buscada por consola

El comando cat (por concatenar) es un programa de Unix usado para concatenar y mostrar archivos

## Especificación
La Single Unix Specification establece que cat escribirá a la salida estándar el contenido de cada uno de los archivos dados como argumentos, en el mismo orden en el que fueron dados, y obliga el uso de una opción, -u, con la que cada byte se imprime en cuanto se lee.
Si uno de los archivos especificados es -, cat leerá de la entrada estándar cuando llegue a él. Si no se especifica ningún archivo, cat leerá solo de la entrada estándar.

## UUOC
UUOC (de comp.unix.shell en Usenet) significa "useless use of cat" (uso inútil de cat en inglés). Como observa la sabiduría de comp.unix.shell, "El propósito de cat es concatenar archivos. Si se trata de un solo archivo, concatenarlo con nada es una pérdida de tiempo, y te cuesta un proceso". Sin embargo, no es raro ver usuarios ejecutando
```
cat 
archivo
 | 
algún_comando con argumentos
..
```

en lugar del equivalente y más económico
```
<
archivo algún_comando con argumentos
..
```

o (en un estilo más clásico)
```
algún_comando con argumentos
... <
archivo
```

Desde 1995 se dan de vez en cuando premios por UUOC, usualmente por el genio programador en lenguaje Perl y administrador de sistemas Randal L. Schwartz.